# Свенссон, Тина
Тина Свенссон Грёнлунд (норв. Tina Svensson Grønlund; род. 16 ноября 1966, Левангер, Нур-Трёнделаг) — норвежская футболистка, защитник. Чемпионка мира (1995) и Европы (1993) в составе национальной сборной.

## Карьера

### Клубная карьера
Во взрослом футболе дебютировала в составе норвежского женского футбольного клуба «Вердал», а в середине 1980-х годов стала выступать в составе команды «Аскер Квиннер». Завершила профессиональную футбольную карьеру в 1996 году в возрасте 30 лет.

### Карьера в сборной
В 1990 году дебютировала в официальных матчах в составе женской национальной сборной Норвегии по футболу. Уже в следующем году она вошла в состав команды, завоевавшей серебряные медали на первом чемпионате мира по футболу среди женщин в Китае. В том же году команде удалось выйти в финал чемпионата Европы, а два года спустя сборная всё-таки завоевала чемпионский титул турнира, одержав победу над командой Италии.
В 1995 году Свенссон со сборной отправилась в Швецию, одержав победу на втором чемпионате мира среди женщин. Спустя год команда удостоилась бронзовых медалей футбольного турнира летних Олимпийских игр в Атланте.
Всего в составе сборной приняла участие в 57 матчах, отметившись 11 забитыми мячами.